# Трусинецуль
Трусинецуль — струмок в Україні, у Сторожинецькому районі Чернівецької області, правий доплив Серетелі (басейн Дунаю).

## Опис
Довжина струмка приблизно 6 км. Формується з багатьох безіменних струмків та 1 водойми.

## Розташування
Бере початок у селі Їжівці і тече через нього переважно на північний схід. На південному заході від села Верхніх Петрівців впадає у річку Серетель, праву притоку Малого Серету.